# René Groebli

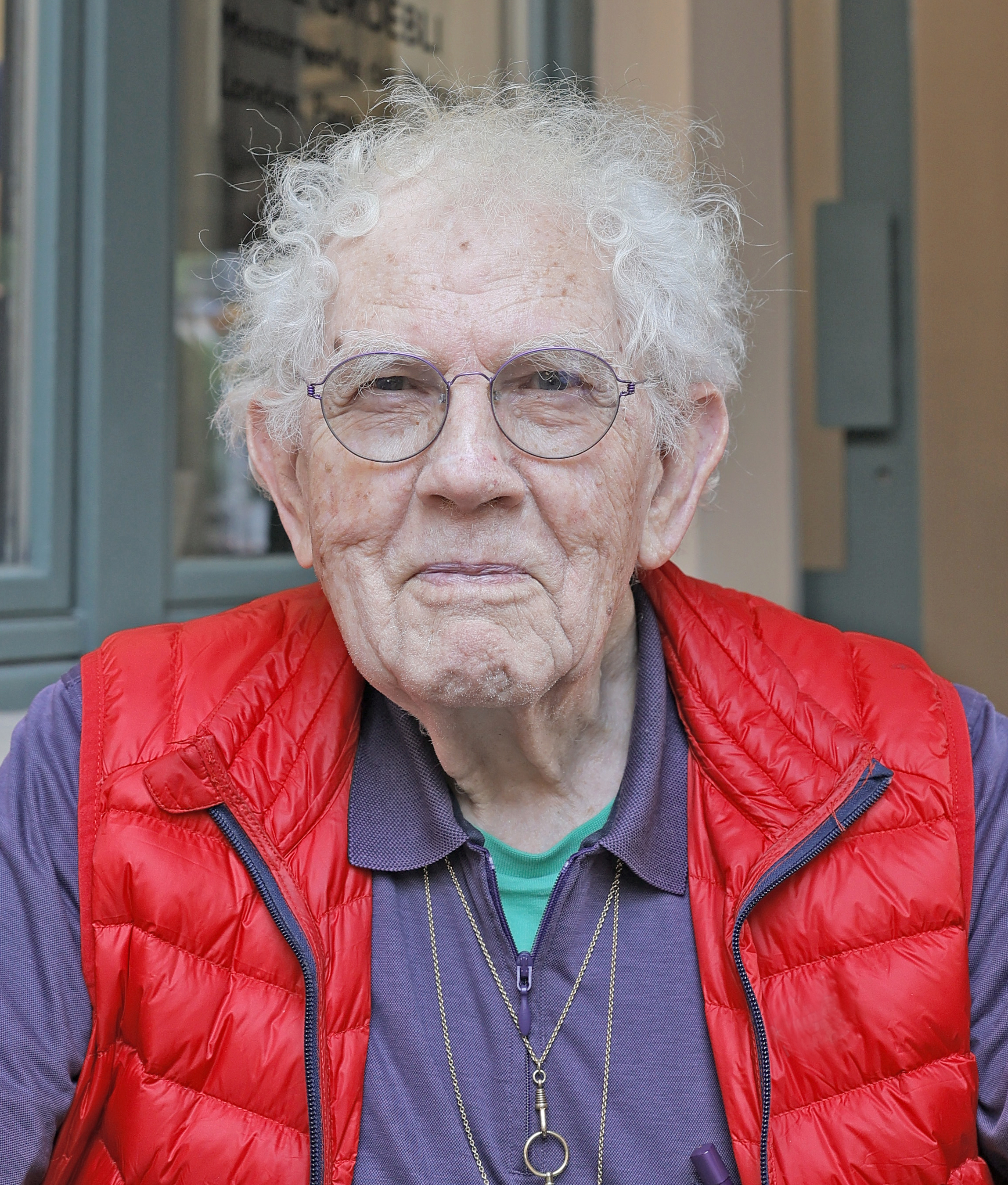
René Groebli, 2024 in Berlin

René Groebli (* 9. Oktober 1927 in Zürich) ist ein Schweizer Fotograf und ausgebildeter Dokumentarfilm-Kameramann. Er führte ein Fotostudio für Industrie- und Werbefotografie und ein Unternehmen für Farbfotografie, Dye Transfer und Farblithos. Auch realisierte er freie künstlerische Fotoessays.

## Leben

### Schulzeit
René Groebli wuchs im Quartier Enge der Stadt Zürich auf, wo er zuerst das Langzeitgymnasium besuchte. Nach zwei Jahren wechselte er an die Oberrealschule, ein naturwissenschaftlich ausgerichtetes Kurzzeitgymnasium. Auch diese Ausbildung brach er nach zwei Jahren ab. Bei Theo Vonow in Zürich begann er 1944 eine Lehre als Fotograf. Als sein Lehrmeister die Stadt verliess, um in das heimatliche Bündnerland zurückzukehren, wurde Groebli im Vorkurs der Kunstgewerbeschule der Stadt Zürich als obligate Vorbereitung für eine Fachklasse aufgenommen. Er besuchte diesen ab dem Frühling 1945. Anschliessend wechselte er in die renommierte Fachklasse für Fotografie unter der Leitung von Hans Finsler und Alfred Willimann. Diese Ausbildung brach er nach der Probezeit, dem ersten Frühlingsquartal, das bis zu den Sommerferien 1946 dauerte, ebenfalls ab. Zu den Schülern, welche die dreijährige Ausbildung zum Fotografen zeitgleich mit René Groebli absolvierten und erfolgreich abschlossen, gehörten beispielsweise Ernst Scheidegger und Anita Nietz. Bei Central Film und Gloria Film Zürich begann René Groebli im September 1946 eine Ausbildung als Dokumentarfilm-Kameramann, die er Ende 1948 mit einem Diplom abschloss.

### Erste Berufsjahre als Fotograf
Den Beruf des Dokumentarfilm-Kameramanns übte Groebli nie aktiv aus. Ab 1949 arbeitete er als Fotoreporter und führte Aufträge für die Zürcher Woche, später für die Londoner Agentur Black Star in Afrika und im Nahen Osten aus. Die Bilder wurden in den Magazinen Life und Picture Post publiziert. Seine erste kleine Fotomappe Magie der Schiene mit 15 Fotografien brachte Groebli 1949 im Eigenverlag «Kubus» heraus; seinen zweiten schmalen Bildband Das Auge der Liebe 1954 im Eigenverlag «Turnus». Der Bildband Das Auge der Liebe entstand in Zusammenarbeit mit seiner Frau Rita Groebli (1923–2013). Sie hatte an der Kunstgewerbeschule der Stadt Zürich die Fachklasse für angewandte und bildende Kunst unter der Leitung des Fachlehrers Otto Morach erfolgreich abgeschlossen. Der Grafiker Werner Zryd gestaltete die Seiten. Unter Fachpersonen wurde das «Büchlein» als grafisch respektabel eingestuft, auch habe es fotografische Qualität, hiess es. In der Schweizerischen Photo-Rundschau, herausgegeben vom Schweizerischen Photographenverband, kam es zu einem öffentlichen Briefwechsel zwischen dem Redakteur des Fotofachmagazins, Hermann König, und einem Fachlehrer der Kunstgewerbeschule. Unter den Lehrlingen war das Buch herumgereicht und heftig diskutiert worden. Der Begriff «Liebe» im Titel erschien den jungen Leuten als zu poetisch, wenn es denn in der Bildergeschichte offenbar in erster Linie um die körperliche ging. Die romantische Stimmung, die der Fotograf laut seinen eigenen, gegenüber dem Redakteur geäusserten Angaben mit der assoziativen Bilderreihe erzeugen wollte, wurde von den Rezipienten als in erster Linie sexualisierte Stimmung wahrgenommen. Der Redakteur Edwin Arnet monierte im Leitmedium Neue Zürcher Zeitung die optische Betonung der Nudität. Groebli erzählte mit seinen Fotografien die Geschichte einer Frau, die sich in einem billigen Hotel mit einem Mann trifft. Die letzte Fotografie zeigt eine Frauenhand mit Ehering am Ringfinger und einer fast zu Ende gerauchten „Zigarette danach“, die einen offensichtlichen Verweis auf den vorangegangenen Beischlaf im Hotelzimmer darstellte. Die assoziative Fotogeschichte liess den Schluss zu, dass es sich bei der Frau entweder um ein „leichtes Mädchen“, eine Prostituierte oder eine Ehefrau handeln musste, die fremdging. In der Schweiz wusste man, dass die Abgebildete Groeblis Ehefrau, Rita, war. Viele billigten das „Büchlein“ nicht, weil sie die fotografischen Darstellungen als Entblössung von Groeblis Frau empfanden, insbesondere auch da die Männer die visuell erzählte Geschichte mit den Aktfotografien von Rita Groebli in den 1950er Jahren zur sexuellen Stimulans nutzten.
Zusammen mit den Schweizer Fotografen Werner Bischof, Robert Frank Gotthard Schuh und Sabine Weiss war René Groebli mit einem Bild in der Ausstellung The Family of Man, die Edward Steichen für das Museum of Modern Art in New York kuratierte, vertreten. Nach dem Ableben des Fotoreporters Paul Senn im Jahr 1953 und dem unerwarteten Hinschied von Werner Bischof im Jahr 1954 wurden Robert Frank und René Groebli neu in das Kollegium Schweizerischer Photographen aufgenommen. Dieses wurde bald darauf wegen Unstimmigkeiten zwischen Gotthard Schuh und Jakob Tuggener aufgelöst. Groebli hatte sich zu diesem Zeitpunkt bereits vom Fotojournalismus verabschiedet.

### Fotostudio und Unternehmen
Im neu gebauten Wohn- und Atelierhaus in Zürich-Wollishofen begann Groebli 1955 ein eigenes Studio für kommerzielle Industrie- und Werbefotografie aufzubauen. Zu den ersten gut ausgebildeten Fotografen, die bei ihm arbeiteten, gehörten Rolf Lyssy, Margareth Bollinger, Roland Glättli, Ruth Wüst, Roland Gretler, Marlies Tschopp und andere. Viele namhafte Grafiker wie beispielsweise Werner Zryd, Victor N. Cohen, Karl Gerstner und Manfred Tulke vergaben dem Studio lukrative Fotoaufträge. 1957 publizierte die amerikanische Fotozeitschrift Popular Photography in ihrem Color Annual, also der Jahresausgabe zur Farbfotografie, eine zwölfseitige Bildstrecke unter dem Titel René Groebli – Master of Color. Ab zirka Ende der 1990er Jahre liess Groebli verbreiten, er sei im renommierten amerikanischen Color Annual als Master of Color ausgezeichnet worden. Allerdings handelte es sich lediglich um einen etwas reisserischen Titel eines Beitrags in einer Publikumszeitschrift zur Fotografie.
Die Dye-Transfer-Prints mit dem Kodak Dye-Transfer-Verfahren nach Farbdias der in seinem Studio realisierten kommerziellen Fotoarbeiten liess Groebli in den 1950er Jahren bei den Spezialisten Werner Bruggmann in Winterthur und Raymund Schlauch in Frauenfeld herstellen. Am 18. April 1959 gründete er zudem zusammen mit Hans-Peter Roth-Grieder (Gutenswil), R. A. Baezner (Genf), P. Grieder (Zürich) und Dr. W. H. Vock (Basel) die «Turnus Film AG» mit einem librierten Aktienkapital von 270'000 Schweizer Franken. Groebli zeichnete als Präsident.  Im Zusammenhang mit der Filmproduktion «Bonditis» kam es 1964 zum Zerwürfnis.
Ende der 1950er Jahre liess Groebli sein Wohn- und Atelierhaus umbauen und vergrössern. In den neuen Räumen richtete er einen eigentlichen Kleinbetrieb ein. Die Farbfilme wurden im eigenen Labor entwickelt. Neben den beiden Fotostudios und den zwei Schwarzweisslabors kam ein Dye Transfer-Atelier mit mehreren Laborarbeitsplätzen hinzu. Mit den aufwändig herzustellenden und entsprechend teuren Dye-Transfer-Vergrösserungen liess sich ein gutes Geschäft machen. Der Fachfotograf und Dye Transfer-Spezialist Ruedi Butz leitete das Atelier von 1960 bis 1972. Zu den besonders kreativen und technisch versierten Mitarbeitern des Dye Transfer-Ateliers zählte John Whitehall. Ab 1972 bis 1978 übernahm Derek Dawson die Leitung der Dye Transfer-Produktion. 
Mit dem Lithographen Walter Guler gründete Groebli 1963 die Kommanditgesellschaft Groebli + Guler, 1968 umbenannt in Guler + Co für Fotolithos. In den 1960er und Anfang der 1970er Jahre arbeiteten zu Spitzenzeiten bis zu zwölf Angestellte in Groeblis Unternehmen. Das Geld floss damals in der Werbefotografie reichlich. Die Arbeitsstätte in Zürich-Wollishofen war mit den neusten und besten technischen Einrichtungen ausgestattet. Groebli galt mit seinen Ateliers als einer der Platzhirsche von Zürich im Bereich der kommerziellen Fotografie und Fotoproduktion. Wichtige Mitarbeiter, die ab den 1960er bis Ende der 1970er Jahre bei Groebli arbeiteten, waren neben anderen die Fotografen Felix Eidenbenz, Lotti Fetzer, Tom Hebting, Matthias Hofstetter, Peter Oberle, Anna Halm Schudel und Peter Schudel, Liselotte Straub, Katharina Vonow, und Heinz Walti, die Volontärin Dona de Carli, der Reprofotograf Jean-Pierre Trümpler, die Laborantinnen Sylvette Françoise Trümpler-Hofmann und Uschi Schliep, der Lehrling Alfred Berther sowie Nicolas Deichmann, Herbert Hegner, Bruno Lienhard, Walter Rieder und Hans Samsom.

### Buchpublikationen zur Farbfotografie
Nach zehnjährigem Bestehen der Ateliers für kommerzielle Werbe- und Industriefotografie mit den Spezialgebieten Farbfotografie, Dye Transfer-Produktion und Farblithos publizierte Groebli 1965 das dritte Fotobuch Variation im Arthur Niggli Verlag, Teufen. Es stellte eine Werkschau von Möglichkeiten der Farbfotografie dar; so hiess auch der Untertitel des Bildbandes. Ausser Groebli ist unter Photolithos: Groebli und Guler, Zürich, sein Geschäftspartner Walter Guler erwähnt. Die vielen hervorragenden Fachfotografen, ambitionierten Volontäre, Spezialisten des Dye Transfer-Verfahrens, Fotolithografen, Fotolaboranten und Lehrlinge, die in seinen Unternehmen arbeiteten und wesentliche Beiträge zum Gelingend der kommerziellen Fotografien geleistet hatten, bleiben allesamt unerwähnt. Im von Groebli selbst verfassten Text versuchte er, den Eindruck zu erwecken, es handle sich um seine monografische Werkschau. Er schrieb entweder in der ersten Person Einzahl oder von sich selbst in der dritten Person Einzahl als «der Fotograf» oder «der Farbfotograf». Im Anhang werden neben den technischen Angaben zu den einzelnen Fotografien die Firmen als Auftraggeber genannt. Allesamt unerwähnt bleiben indes die vielen herausragenden Grafiker, die mit ihren Konzepten und Skizzen in die Ateliers für Werbe- und Industriefotografie, Dye Transfer, Farbfotografie und Farblitho in Zürich-Wollishofen gingen, damit ihre optischen Vorstellungen entsprechend ihren Wünschen fotografisch umgesetzt werden konnten.
Im zweiten Fotobuch zur Farbfotografie, Variation 2, das 1971 herauskam, erwähnte Groebli unter «Dank» zwölf seiner Mitarbeiter. Es fehlen indes viele weitere Arbeitskräfte, die ihrerseits Wichtiges zum Gelingen der Fotografien beigetragen hatten.

### Ende der kommerziellen Fotografie
In den 1970er Jahren eröffneten talentierte junge Fotografen, so auch ehemalige Mitarbeiter von Groebli, ihre eigenen Fotostudios. Mit ihren neuen, innovativen Ideen waren sie in den Werbeagenturen sehr gefragt. Die «goldenen Zeiten der lukrativen Werbefotografie» gingen ihrem Ende entgegen; der Konkurrenzdruck stieg. Ende der 1970er Jahre gab Groebli seine Unternehmen für kommerzielle Fotografie und Farbproduktin auf, verkaufte sein Wohn- und Atelierhaus und zog sich zurück. Er widmete sich wieder seinen freien fotografischen Essays in Farbe und in Schwarzweiss: Es entstanden die Arbeiten Fantasies, Irland, Die Muschel, Burned Trees, N. Y. Visions, New York Melancholia und Nudes. Gegen Ende des 20. und während der ersten Dekade des 21. Jahrhunderts arbeitete er sein Bildarchiv auf und digitalisierte die wichtigsten Fotografien, die im Verlauf von 60 Jahren entstandenen waren.

## Buchpublikationen
- Magie der Schiene. Texte: Hans Ulrich Gasser, Albert Ehrismann. Kubus Verlag, Zürich 1949.
- Das Auge der Liebe. Text: Walter Gort Bischof. 25 Photos. Turnus Verlag, Zürich 1954.
- Variation. Möglichkeiten der Farbfotografie. Niggli, Teufen 1965.
- Variation 2. Kommunikative Möglichkeiten der Farbfotografie. Niggli, Teufen 1971.
- Fantasies. 47 photographs. Images Gallery, New York / Galerie Portfolio, Lausanne. 1978.
- Visionen. Photographien 1946–1991. Text: Martin Schaub. Niggli, Sulgen 1992.
- Irland. Syndor Press, Cham 2000.
- Rail Magic. Galerie Andy Jllien, Zürich 2006.
- Das Auge der Liebe. Text: Walter Gort Bischof, Birgit Filzmaier. 30 Photos. Sturm & Drang Verlag, Zürich 2014.
- Beryl Chen. Text: Reto Caduff. Sturm & Drang Verlag, Zürich 2015.
- Early Work. Text: Daniele Muscionico. Sturm & Drang Verlag, Zürich 2015.
- London 1949. Sturm & Drang Verlag, Zürich 2016.
- Nudes. Text: Daniel Blochwitz. Sturm & Drang Verlag, Zürich 2016.

## Auszeichnungen
- 1951: Eidgenössisches Stipendium
- 1953: Prix d’encouragement
- 1960: Preis und Medaille für «Beispielhafte Anzeigengestaltung für Bayer» des Werbefachverbandes Schweiz
- 1966: Grafiker Preis der Deutschen Gebrauchs-Graphiker
- 1974: Award of Excellence Typografie Type Directors Club, New York (USA)
- 1983: Schweizerischer Photographenverband, Ehrenmitglied
- 2006: Photo 06, Lifetime Award

## Ausstellungen
- 1949: Bern, Anliker-Keller
- 1955: Zürich, Galerie 16
- 1966: Rapperswil, Galerie 58
- 1978: Arles, Rencontres Internationales de la Photographie
- 1978: Lausanne, Galerie Portfolio
- 1978: New York, Images Gallery
- 1979: Au SG, Galerie Neufeld
- 1979: Bordeaux, Galerie Contact
- 1979: Köln, Limbach Galerie
- 1979: Paris, FNAC-Etoile
- 1979: Toulouse, Galerie Dieuzadie
- 1984: Zürich, Galerie Poseidon
- 1985: Isle-sur-la-Sorgue (F), Galerie Djélal
- 1991: Tarazona (E), Tarazona 91
- 1992: Genf, Centre de la Photographie
- 1992: Paris, Mois de la Photo
- 1992: Zürich, Galerie Renée Ziegler
- 1993: Cottbus, Brandenburgische Kunstsammlung
- 1995: La Ciotat (F), La Chapelle de Pénitenciers
- 1998: Paris, Galerie Camera Obscura
- 1999: Zürich, Kunsthaus, Bewegung – Experiment – Vision (Grosse Retrospektive)
- 1999: Zürich, Schweizerische Stiftung für die Photographie
- 2001: Zürich, Galerie Commercio
- 2002: Küsnacht, Nikon Image House
- 2002: Paris, Paris Photo, Stande Csaba Morocz
- 2002: Zürich, Fondation Koenig
- 2003: Basel, Galerie Stasia Hutter
- 2003: San Francisco, Robert Koch Gallery
- 2003: Zug, Galerie De Artis,
- 2005: Köln, Galerie in focus
- 2006: Leipzig, Kamera- und Fotomuseum
- 2006: Zürich, Galerie Andy Jllien, Retrospective
- 2008: Hamburg, Aplanat Galerie, Retrospective
- 2009: Berlin, Galerie Hiltawsky, Retrospective
- 2009: Köln, Galerie in focus
- 2012: Hermance, Fondation Auer Ory
- 2012: Genf, Galerie Carry on SA
- 2014: Zürich, Photobastei
- 2016: Kilchberg, Bildhalle
- 2017: 'Meine ersten 90 Jahre', Johanna Breede PHOTOKUNST
- 2017: Zürich, Bildhalle
- 2020: Zürich, Bildhalle[24]
- 2020: Köln, in focus Galerie
- 2022: Monschau, Fotografie-Forum der StädteRegion Aachen
- 2024 DAS AUGE DER LIEBE, Johanna Breede PHOTOKUNST